# Нижняя Ильинка
Нижняя Ильинка — деревня в Омском районе Омской области, в составе Красноярского сельского поселения. Стоит на берегу реки Иртыш. В деревне асфальтированная дорога, газифицирована,в советское время относилась к СПК «Красный маяк»,в хозяйстве которого находились поливные поля для выращивания сельскохозяйственных культур.

## История
Основана в 1891 году. В 1928 г. село Ильинка состояло из 150 хозяйств, основное население — украинцы. Центр Ильинского сельсовета Бородинского района Омского округа Сибирского края.

## Население
| 2006 | 2010 | 2021 |
| ---- | ---- | ---- |
| 443  | ↗447 | ↘368 |